# Yanornis martini
Lo yanornite (Yanornis martini) è un uccello estinto, vissuto nel Cretaceo inferiore (circa 120 milioni di anni fa) e i suoi resti fossili sono stati ritrovati in Cina.

## Descrizione
Questo animale era della taglia di un pollo, e possedeva un lungo cranio dotato di circa 10 denti nella mascella superiore e 20 in quella inferiore. La morfologia delle ali e delle zampe suggerisce che fosse un buon volatore e camminatore; la furcula a forma di U è un'altra prova delle abilità volatorie di Yanornis. La riduzione dell'osso postorbitale e il cranio diverso da quello dei tipici diapsidi indica che Yanornis era piuttosto simile in alcune caratteristiche agli uccelli odierni (Ornithurae). La scapola e il coracoide svilupparono la forma tipica degli uccelli odierni, e garantivano a Yanornis la capacità di portare le ali ben oltre il suo dorso. Era quindi un volatore molto più efficiente dei contemporanei enantiorniti, ancora parzialmente sprovvisti di tali caratteristiche. Per permettere la presenza di grandi muscoli legati al volo, lo sterno di Yanornis era più lungo che ampio (anch'essa una caratteristica riscontrabile negli uccelli odierni).

## Classificazione
Yanornis ottenne notorietà quando la metà anteriore di un uccello fossile fu combinata con la coda di un esemplare di Microraptor, dando luogo alla truffa paleontologica nota come "Archaeoraptor". Dopo la scoperta della frode, la metà anteriore venne descritta come una nuova specie, Archaeovolans repatriatus, la quale venne in seguito riconosciuta un sinonimo di Yanornis. Alcuni studi hanno inoltre dimostrato che un altro uccello cretaceo, Aberratiodontus wui, è un altro esemplare mal conservato di Yanornis martini, o quantomeno un suo stretto parente (Cau e Arduini, 2008; Zhou et al., 2008; O'Connor e Dyke, 2010).
In uno studio del 2006 riguardante le parentele fra i primi uccelli, è stato messo in luce un presunto legame tra Yanornis, Yixianornis e Songlingornis, che formerebbero un gruppo monofiletico noto come Songlingornithidae (Clarke et al., 2006). L'ordine Yanornithiformes venne istituito per distinguere queste forme da altri ornituri primitivi come Gansus. Tuttavia, il nome corretto dovrebbe essere Songlingornithiformes, soprattutto se Yanornis dovesse rivelarsi un sinonimo di Songlingornis, come effettivamente proposto (Gong et al., 2004)

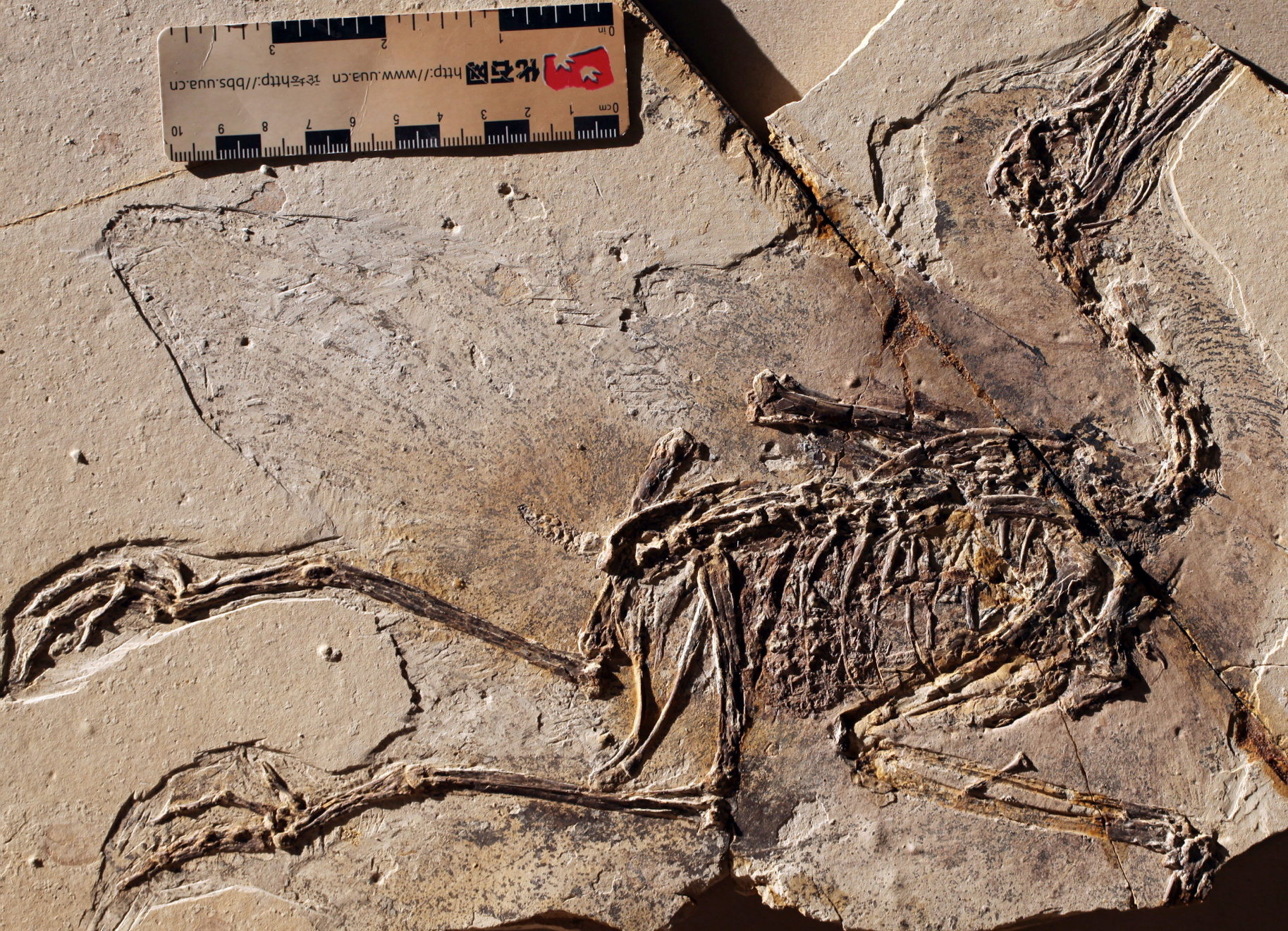
Fossile di Yanornis che conserva alcuni gastroliti nel ventriglio

## Paleoecologia
Yanornis era un buon volatore che si nutriva di numerose fonti di cibo, tra le quali probabilmente pesci e semi. Alcuni esemplari conservano nella regione dello stomaco grandi quantità di gastroliti. Gli adattamenti associati a una dieta a base di pesci sono convergenti con un altro uccello primitivo del Cretaceo, l'enantiornite Longipteryx.